# Waddekath
Waddekath ist ein Ortsteil des Fleckens Diesdorf im Altmarkkreis Salzwedel in Sachsen-Anhalt.

## Geographie

### Lage
Waddekath, ein Rundplatzdorf mit Kirche auf dem Platz, liegt sechs Kilometer südwestlich von Diesdorf in der Altmark. Westlich des Dorfes fließt der Grenzgraben Rade, der in die Ise mündet.
Die Landesgrenze zu Niedersachsen verläuft direkt am westlichen Ortsrand. Westlicher Nachbarort ist Rade, Ortsteil der Stadt Wittingen im Landkreis Gifhorn.
Das Naturschutzgebiet Ohreaue liegt südöstlich. Der nördliche Teil dieses Gebietes erstreckt sich von Waddekath bis Wendischbrome im Süden.

### Geologie
Der Salzstock bei Waddekath beginnt in etwa 400 Meter Tiefe. Er erstreckt sich in ovaler Form östlich von Waddekath bis nach Neuekrug. Er wurde im Zuge der Erdgasexplorationen im 20. Jahrhundert durch Bohrungen untersucht aber nicht wirtschaftlich genutzt. Der Salzstock wurde bereits 1995 in der BGR Salzstudie als mögliches Atommüllendlager untersucht und wird auch in aktuellen Untersuchungen betrachtet.

## Geschichte

### Mittelalter bis Neuzeit
Das ursprüngliche Rundplatzdorf wurde später nach Nordosten erweitert.
Der Ort Waddekath wurde erstmals im Jahre 1112 urkundlich als Walenkote genannt. Dem Kloster Hamersleben gehörten dort 10 Höfe. Im Jahre 1160 wurde Watekoten erwähnt, als Bischof Hermann von Verden eine Schenkung des Grafen von Wertbeck über sieben Dörfer an das Kloster Diesdorf bestätigt. Im Jahre 1178 wurde der Ort Wadencote genannt.
Im Jahre 1946 wurden im Zuge der Bodenreform 489 Hektar enteignet, davon wurden 411 Hektar auf 74 Siedler aufgeteilt. Im Jahre 1952 wurde die erste Landwirtschaftliche Produktionsgenossenschaft die LPG „Einheit und Frieden“ gegründet, die zunächst vom Typ I war und kurz darauf dann vom Typ III.
Die Grenze zum benachbarten Rade wurde nach der Wende am 17. Februar 1990 endgültig geöffnet.
Die fünf oder sechs Großsteingräber bei Waddekath sind bereits im 19. Jahrhundert zerstört worden.

### Herkunft des Ortsnamens
Ausgehend von den Namen 1112 walenkote, 1178 wadenkote übersetzt Heinrich Sültmann den Namen zu „Weberei“ oder „Weberhäuschen“. Abgeleitet vom mittelhochdeutschen Wort „wat, wade“ für  „Kleiderstoff, Gewebe“ und „kate“ für „das Häuschen“.

### Dammburg
Eine flache sandige Erhöhung im sumpfigen Wiesengelände 2,2 Kilometer nördlich von Waddekath trägt den Namen Dammburg und ist von Laubholz bewachsen. Es handelt sich um einen fast runden Wall mit vorgelegtem breiten Graben, Durchmesser 55 × 50 Meter. Trotz teilweiser Zerstörung konnte im Jahre 1916 Carl Schuchhardt noch zwei Tore erkennen. 1958 berichtete Paul Grimm, dass der Wall an 5 Stellen durch breitere Abtragungen und Wegedurchbrüche unterbrochen war. Undeutliche Reste eines Vorwalles waren erkennbar.

### Eingemeindungen
Ursprünglich gehörte das Dorf zum Salzwedelischen Kreis der Mark Brandenburg in der Altmark. Von 1807 bis 1813 lag es im Kanton Diesdorf auf dem Territorium des napoleonischen Königreichs Westphalen. Nach weiteren Änderungen kam die Gemeinde 1816 zum Kreis Salzwedel, dem späteren Landkreis Salzwedel.
Am 25. Juli 1952 kam die Gemeinde Waddekath zum Kreis Salzwedel. Am 15. März 1974 wurde der Ortsteil Haselhorst der Gemeinde Waddekath zugeordnet, der vorher zur Gemeinde Lindhorst gehört hatte. Am 1. Januar 1991 wurden die Gemeinden Waddekath und Abbendorf aus dem Kreis Salzwedel in die Gemeinde Flecken Diesdorf eingemeindet.

### Einwohnerentwicklung
| Jahr | Einwohner |
| ---- | --------- |
| 1734 | 33        |
| 1774 | 69        |
| 1789 | 49        |
| 1798 | 53        |
| 1801 | 56        |
| 1818 | 67        |
| 1840 | 92        |

| Jahr | Einwohner |
| ---- | --------- |
| 1864 | 097       |
| 1871 | 134       |
| 1885 | 103       |
| 1892 | [00]138   |
| 1895 | 138       |
| 1900 | [00]170   |
| 1905 | 129       |

| Jahr | Einwohner |
| ---- | --------- |
| 1910 | [00]172   |
| 1925 | 167       |
| 1939 | 192       |
| 1946 | 294       |
| 1964 | 183       |
| 1971 | 169       |
| 1981 | 162       |

| Jahr | Einwohner |
| ---- | --------- |
| 2015 | [00]140   |
| 2018 | [00]144   |
| 2020 | [00]161   |
| 2021 | [00]160   |
| 2022 | [00]159   |
| 2023 | [0]159    |

Quelle, wenn nicht angegeben, bis 1981:

## Religion
Die evangelische Kirchengemeinde Waddekath, die früher zur Pfarrei Diesdorf gehörte, wird heute betreut vom Pfarrbereich Diesdorf im Kirchenkreis Salzwedel im Bischofssprengel Magdeburg der Evangelischen Kirche in Mitteldeutschland.

## Kultur und Sehenswürdigkeiten
- Die evangelische Dorfkirche Waddekath ist ein flach gedeckter spätgotischer Feldsteinbau.[23] Sie ist eine Filialkirche der Kirche in Diesdorf.[24]
- Der Bahnhof Waddekath-Rade der Altmärkische Kleinbahn war eine Station auf der Bahnstrecke Hohenwulsch–Wittingen.[25]

## Verkehr
Durch den Ort verläuft die Landesstraße 8 und der Radwanderweg Am Grünen Band.
Es verkehren Linienbusse und Rufbusse der Personenverkehrsgesellschaft Altmarkkreis Salzwedel.

## Sagen aus Waddekath

### Wallring Damborg
Friedrich Krüger berichtete 1841 über den Wallring Damborg. Hier sollen zwei Mönche gewohnt haben, die in der Kriegszeit nach Reddigau flüchteten. Zwei Bauern nahmen sie auf. Zum Dank schenkten ihnen die Mönche eine Wiese, die 1841 Mönchswiese hieß.

### Kloster Dammburg
1859 wurde in einer Sage über eine Wiese namens Dammburg mit einem Wall berichtet. Dort soll ein Kloster gestanden haben. Eine benachbarte Wiese heißt Mönchswiese und eine Flur heißt Mönchsfeld. Eine andere Sage berichtet von wandernden Mönchen, die in der Gegend keine Unterkunft fanden, bis sich zwei Bauern in Waddekath ihrer erbarmt und ihnen Obdach und Speise gegeben hätten. Aus Dankbarkeit hätten sie jeden mit einer Wiese beschenkt.

### Wilddieb an der Dammburg
1910 wurde von einem Wilddieb berichtet, der mit geladenem Gewehr im Strauchwerk an der Dammburg bei Waddekath saß, um Rehe abzupassen. Auf einmal kam ein Tier mit blauen, feurigen Augen, so groß wie Teller, auf ihn los. Sein Schuss verfehlte das Tier, er lud einen Silbergroschen nach und drückte ab, aber das Tier kam dennoch näher. Er rannte erschrocken davon und wollte nie wieder dahn gehen.